# Послання Якова
Послання Якова — одна з книг Нового Заповіту, є посланням Святого Апостола Якова та адресоване широкому колу християн.

## Час написання і автор
Більшість дослідників вважають автором послання — першого єрусалимського єпископа Якова Молодшого, званого «брат Господній». У середні віки послання приписували апостолу Якову, сину Алфея. Це викликано тим, що раніше цих двох персонажів Нового Завіту вважали однією і тією ж особою. Оскільки дата смерті Якова, «брата Господнього» встановлена точно — він був убитий в 62 році, послання не могло бути написано пізніше цього року. Святі Євсевій Кесарійський і Єронім Стридонський незалежно один від одного повідомили цю дату.
Іноді висловлювалися припущення про пізніше написання послання і про інших авторів. Головним аргументом на користь цієї версії служить бездоганна грецька мова послання, при тому, що для Якова вона не була не рідною. Припускають також написання послання до 48 року, тобто перед Єрусалимським Собором, оскільки у посланні нагальне питання тої пори про прийняття неюдеїв до християнської общини ще не дістало висвітлення.

## Основні теми
- Вітання (Як. 1)
- Про спокуси (Як. 1:2–18)
- Про гнів і виконанні сло́ва (Як. 1:19–27)
- Не зважайте на обличчя і багатство (Як. 2:1–9)
- Необхідність дотримання закону повністю (Як. 2:10–13)
- Віра без справ мертва (Як. 2:14–26)
- Про приборкання мови і небезпеки необдуманих промов (Як. 3:1–12)
- Справжня мудрість що зверху (Як. 3:13–18)
- Засудження чвар і гріхів (Як. 4)
- Застереження багатим (Як. 5:1–6)
- Заклик до терпеливості (Як. 5:7–11)
- Про силу молитви (Як. 5:12–18)
- Про навернення грішників і відступників (Як. 5:19–20)